# Соломатин, Алексей Владимирович
Алексе́й Влади́мирович Солома́тин (род. 24 февраля 1967) — советский и российский дипломат. Чрезвычайный и полномочный посол (2025).

## Биография
В 1990 году окончил Московский государственный институт международных отношений (МГИМО) МИД СССР и факультет повышения квалификации при Дипломатической академии МИД СССР. Владеет арабским, английским и французским языками.
На дипломатической службе с 1990 года. Занимал различные должности в центральном аппарате МИД России и за рубежом.
- В 1990—1993 годах — дежурный референт, атташе Генерального консульства СССР/России в Аннабе (Алжир).
- В 1993—1994 годах — атташе, вице-консул Генерального консульства России в Джидде (Саудовская Аравия).
- В 1994—1997 годах — второй секретарь Департамента Ближнего Востока и Северной Африки МИД России.
- В 1997—2000 годах — второй секретарь, первый секретарь Посольства России в Ливане.
- В 2000—2002 годах — первый секретарь Департамента Ближнего Востока и Северной Африки МИД России.
- В 2002—2004 годах — советник Посольства России в Ираке.
- В 2004—2005 годах — старший советник Департамента Ближнего Востока и Северной Африки МИД России.
- В 2005—2008 годах — старший советник, советник-посланник Посольства России в Ливане.
- В 2008—2013 годах — начальник отдела, заместитель директора Департамента Ближнего Востока и Северной Африки МИД России.
- С 4 марта 2013 по 17 августа 2018 года — чрезвычайный и полномочный посол Российской Федерации в Государстве Кувейт[1][2].
- С декабря 2018 по январь 2025 года — заместитель директора Департамента Ближнего Востока и Северной Африки МИД Российской Федерации.
- С 15 января 2025 года — чрезвычайный и полномочный посол Российской Федерации в Алжире[3].

## Дипломатические ранги
- Советник 1 класса (2006);
- Чрезвычайный и полномочный посланник 2 класса (16 декабря 2014);
- Чрезвычайный и полномочный посланник 1 класса (8 июня 2020)[4].
- Чрезвычайный и полномочный посол (11 июня 2025)[5].

## Награды
- Медаль ордена «За заслуги перед Отечеством» II степени (9 мая 2007) — за образцовое исполнение служебного долга и высокий профессионализм, проявленные в условиях, сопряжённых с риском для жизни[6]
- Медаль «За отвагу» (2004)[7]
- Почётная грамота Министерства иностранных дел Российской Федерации (2002).